# Рімавске Залужани
Рімавске Залужани (словац. Rimavské Zalužany, угор. Rimazsaluzsány) — село, громада в окрузі Рімавска Собота, Банськобистрицький край, Словаччина. Кадастрова площа громади — 4,65 км². Населення — 359 осіб (за оцінкою на 31 грудня 2017 р.).
Знаходиться за `16 км на північний захід від адмінцентра округу міста Рімавска Собота.
Перша згадка 1362 року як Zalusan. Історичні назви: Rimavske Zalussany (1773), Rymawské Zalužany (1808), угор. Rimazaluzsány.

## Географія
Водойма — річка Рімава.
Найвища точка — гора Чаховіца (словац. Čachovica, 437 м).

## Транспорт
Автошлях (Cesty I. triedy) 72 
Залізнична станція Rimavské Zalužany.

## Населення
| Рік:            | 1994. | 2004.    | 2014.   | 2024.   |
| --------------- | ----- | -------- | ------- | ------- |
| Кількість осіб: | 377   | 324      | 340     | 339     |
| Різниця:        |       | -14,05 % | +4,93 % | -0,29 % |

| Рік:            | 2023. | 2024.   |
| --------------- | ----- | ------- |
| Кількість осіб: | 338   | 339     |
| Різниця:        |       | +0,29 % |